# Голливуд, Пол
Пол Джон Голливуд (англ. Paul John Hollywood; род. 1 марта 1966) — британский шеф-повар, автор кулинарных книг и телеведущий.

## Биография
Родился 1 марта 1966 года в Уолласи (графство Чешир) в семье владельца пекарни Джона Ф. Голливуда и его супруги Джиллиан Харман. Дед Пола также был пекарем и работал в ливерпульском отеле «Адельфи».
Пол учился в средней школе Мосслендс. По её окончании он поступил в местную школу искусств, где обучался ремеслу скульптора. Но вскоре это ему наскучило, и Голливуд решил посвятить себя кулинарии. Сначала он работал в пекарне своего отца в Йорке, а затем и в других отделениях Мерсисайда. Работая в сфере хлебопечения и кондитерского дела, он заработал неплохую репутации в Великобритании. В конце концов он стал главным пекарем в некоторых элитных отелях страны. Несколько лет провёл на курортах Кипра.
Произведённый Голливудом хлеб Roquefort and Almond Sourdough официально признан Национальной Ассоциацией пекарей самым дорогим в Великобритании. Его цена в 20 раз превышает цену обычного хлеба. Рецепт Пол держит в строжайшем секрете, но известно, что в производство берутся только наивысшие сорта муки, никаких пищевых добавок при этом не используется. Одним из компонентов является французский сыр Рокфор, также в его состав входит миндаль. Сам Пол говорит, что он отлично понимает, что хлеб должен быть дешёвым по умолчанию, но удержаться от создания своего кулинарного шедевра был не в силах.

## Телевидение
Пол Голливуд сотрудничает с каналами BBC One и ITV. С 2010 года вместе с кумиром британских домохозяек Мэри Берри он является судьёй кулинарного шоу «Лучший пекарь Британии» (англ. The Great British Bake Off) на Би-би-си. Передача имеет огромный успех и неоднократно была удостоена различных телевизионных наград, включая BAFTA TV Award.

## Личная жизнь
В 1998 году на Кипре Пол Голливуд сочетался браком с Александрой, взявшей фамилию мужа. Александра «Алекс» Голливуд также известна благодаря своим кулинарным способностям. У пары есть сын Джош (род. 2001).